# Charles Cathcart (2. hrabia Cathcart)
Charles Murray Cathcart (ur. 1783, zm. 1859), oficjalny tytuł 2nd Earl Cathcart – brytyjski żołnierz administrator, m.in. gubernator generalny Brytyjskiej Kanady.

## Życiorys
W 1800 Murray wstąpił do gwardii. Służył pod rozkazami Jamesa Craiga na Bliskim Wschodzie. W 1809, już jako major, wziął udział w ekspedycji Walcherena, a następnie awansowany do stopnia podpułkownika służył pod Barossą, Salamanką i Vittorią. Kolejną kampanią, w której brał udział, była wojna w Niderlandach. Wziął udział w bitwie pod Waterloo. Po zakończeniu wojen rozbudziły się w nim zainteresowania naukowe. Prowadził badania w różnych dziedzinach, między innymi geologii. Odkrył minerał zwany grenokitem. W 1846 został gubernatorem generalnym Prowincji Kanady w czasie przedłużającego się kryzysu rządowego. W 1859 mianowany generałem. Zmarł rok później.